# The Unquestionable Truth (Part 1)
The Unquestionable Truth (Part 1) es el primer y único EP de la banda estadounidense de nu metal Limp Bizkit. Se grabó entre octubre de 2004 y enero de 2005 y fue distribuido por Geffen. A pesar de tener una duración  menor a los 30 minutos de contenido, es considerado como un álbum en el lugar de un EP y se espera sea complementado con una segunda entrega presumiblemente llamada The Unquestionable Truth (Part 2).
Este nuevo trabajo supuso la vuelta de Wes Borland en la guitarra y de Ross Robinson, productor de Korn y del primer disco de Limp Bizkit. Otra novedad de este trabajo de Limp Bizkit es la nula publicidad ofrecida a este disco por parte de la banda y de la discográfica, sin ningún sencillo o gira, tan sólo un videoclip de "The Truth" ofrecido en la página web de la banda. Algunas teorías sostienen que fue un reto de la banda para demostrar que sin publicidad podrían llegar a los fanes sin necesidad de ninguna campaña publicitaria ni gira. Otras teorías indican que la nula publicidad del disco se debe al declive de la popularidad de la banda y del género nu metal.
El disco fue recibido con gran expectación por los regresos mencionados de Borland a la guitarra y Ross Robinson en la producción. La crítica y los fanes respondieron con aceptación el disco, sobre todo teniendo en cuenta las duras críticas que recibieron New Old Songs o Results May Vary (uno por ser un disco íntegro de hip-hop y el otro por contener demasiadas baladas), los últimos dos trabajos de la banda. Todas las canciones de The Unquestionable Truth (Part 1) comienzan con "The ..." y el batería original, John Otto, tuvo que abandonar el proceso de grabación para tratarse de sus problemas con las drogas. Otto tan sólo firma una de las siete canciones del disco, "The Channel". Fue sustituido por Sammy Siegler, batería de Rival Schools. Después de la vuelta de Otto al grupo, Borland y éste mantienen ciertos problemas que vuelven a acabar con la salida del guitarrista por segunda vez.
Los fanes y la crítica agradecieron la vuelta en este disco de Borland y Ross Robinson y de volver a sus sonidos originales, pero criticaron duramente el formato de EP con siete temas y la excesiva similitud del sonido de su música en este trabajo con Rage Against the Machine y la voz de Durst, también muy similar a la de Zack de la Rocha.

## Listado de canciones
1. "The Propaganda" – 5:16
2. "The Truth" – 5:28
3. "The Priest" – 4:59
4. "The Key" – 1:24
5. "The Channel" – 4:41
6. "The Story" – 3:59
7. "The Surrender" – 3:31

## Sencillos
1. "The Truth"

## Créditos
- Fred Durst - Voz, guitarra, productor ejecutivo
- Sam Rivers - bajo
- DJ Lethal - DJ
- Wes Borland - guitarra, diseño de portada
- John Otto - batería en la pista 5
- Sammy Siegler - batería en el resto de pistas
- Ross Robinson - Productor
- Jordan Schur - Productor ejecutivo